# حسن (جمهوری آذربایجان)
حسن (به لاتین: Gasan) یک منطقه مسکونی در جمهوری آذربایجان است که در شهرستان آب‌شوران واقع شده است.